# Kombi
Kombi este o trupă de muzică rock poloneză formată în 1969, de către Sławomir Łosowski.

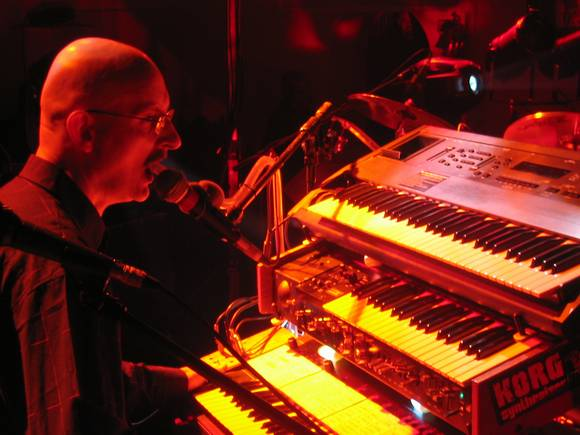
Sławomir Łosowski – liderul trupei

## Componență

### Membri actuali
- Sławomir Łosowski (1969–1992, din 2004) – lider, clape
- Tomasz Łosowski (1991–1992, din 2004) – baterie
- Zbigniew Fil (din 2005) – voce
- Karol Kozłowski (din 2014) – chitară bas

### Foști membri
- Jan Pluta (1975–1976, 1978–1981, din 1986 ocazional) – baterie
- Waldemar Tkaczyk (1976–1992) – chitară bas
- Grzegorz Skawiński (1976–1992) – voce, chitară
- Mariusz Bryl (1977) – baterie
- Benedykt Musioł (1977) – baterie
- Ryszard Gębura (1978–1979) – baterie
- Przemysław Pahl (1980) – baterie
- Zbigniew Kraszewski (1982) – baterie
- Jerzy Piotrowski (1981–1982, 1983–1986) – baterie

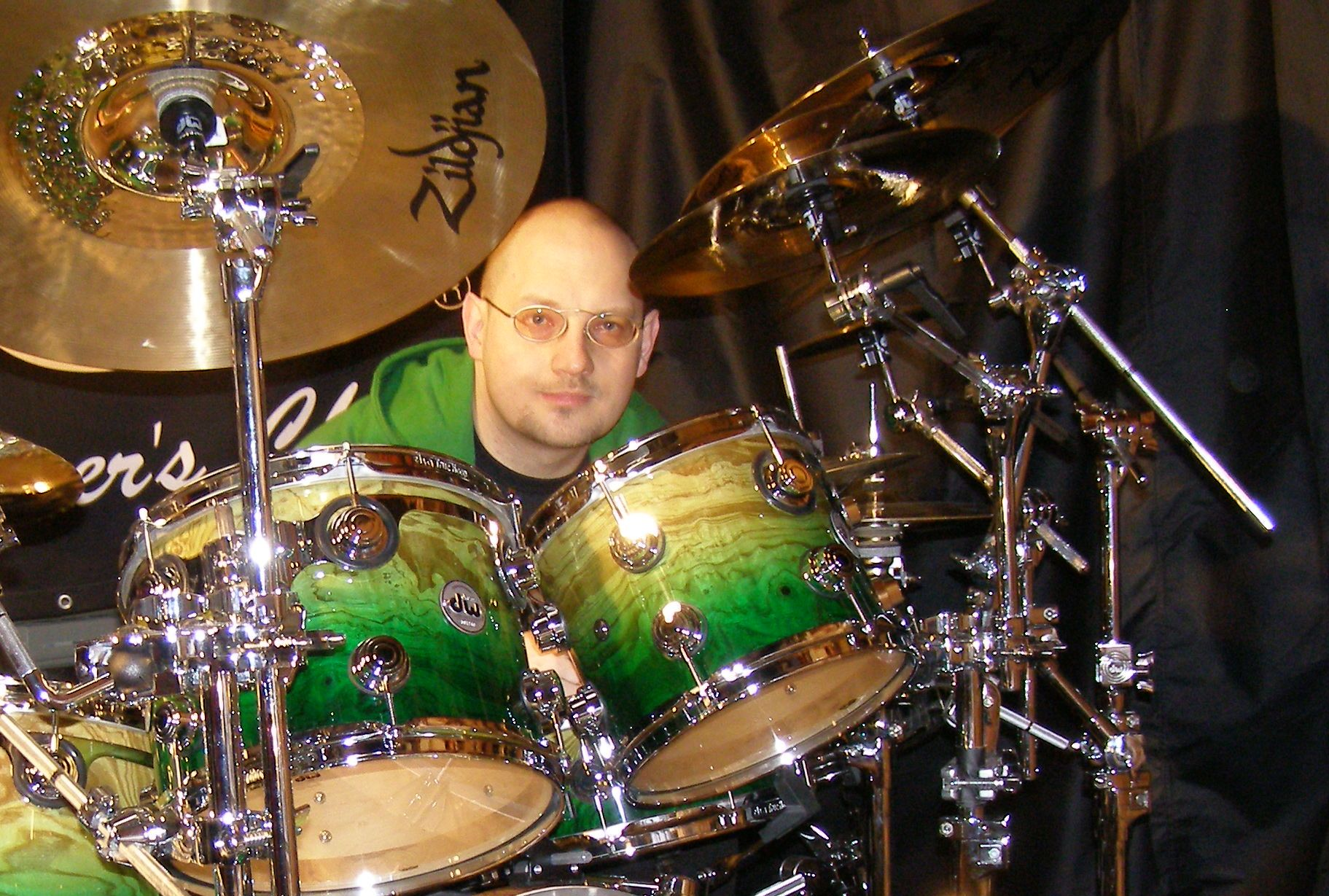
Tomasz Łosowski (2013)

## Discografie

### Albume de studio
| Kombi                        | - Data: iunie 1980 - Label: Pronit                      | —  |
| Królowie życia               | - Data: 1981 - Label: Wifon                             | —  |
| Nowy rozdział                | - Data: iunie 1984 - Label: Polskie Nagrania „Muza”     | —  |
| Kombi 4                      | - Data: noiembrie 1985 - Label: Polskie Nagrania „Muza” | —  |
| Tabu                         | - Data: iunie 1989 - Label: Polskie Nagrania „Muza”     | —  |
| The Best of Kombi            | - Data: 1991 - Label: Lion Records                      | —  |
| Nowe narodziny               | - Data: 1995 - Label: X-Serwis                          | —  |
| Zaczarowane miasto           | - Data: 2009 - Label: Agenția Artistică MTJ             | —  |
| Nowy album                   | - Data: 22 ianuarie 2016 - Label: Fonografika           | 40 |
| "—" albumul nu a fost notat. |                                                         |    |

### Single-uri
- „Wspomnienia z pleneru” / „Przeciąg” (1979)
- „Hej rock and roll” / „Przytul mnie” (1980)
- „Hotel Twoich snów” / „Przytul mnie” (1980)
- „Taniec w słońcu” / „Królowie życia” (1981)
- „Wejdź siostro” (1981)
- „Victoria Hotel” / „Open-air Remembrance” (1981)
- „Spring in Poland” / „Dance in the Sunshine” (1982)
- „Inwazja z Plutona” / „Nie ma jak szpan” (1983)
- „Linia życia” / „Komputerowe serce” (1983)
- „Słodkiego miłego życia” / „Nie ma zysku” (1984)
- „You Are Wrong” – club mix / „You Are Wrong” – instrumental (1986)
- „Niebo, które czeka” (2007)
- „Miłość to dwoje nas” (2008)
- „Pekin” – digital sound (2008)
- „Czerwień i czerń” (2009)
- „Biała perła – mój żaglowiec” (2010)
- „Jaki jest wolności smak” (2014)[4]
- „Na dobre dni” (2015)[5]
- „Miłością zmieniaj świat” (2016)[6]